# Sophie Schmidt
Sophie Diana Schmidt (Winnipeg, Manitoba, 28 de junio de 1988) es una futbolista canadiense, de padres paraguayos y ascendencia alemana. Juega como centrocampista en el Houston Dash, de la National Women's Soccer League (NWSL), y en la selección de Canadá, con la que ganó una medalla de bronce en los Juegos Olímpicos de Londres 2012.

## Clubes
| Club                | País           | Año             |
| ------------------- | -------------- | --------------- |
| Vancouver Whitecaps | Canadá         | 2005 - 2010     |
| MagicJack           | Estados Unidos | 2011            |
| Kristianstads DFF   | Suecia         | 2012            |
| Sky Blue F.C.       | Estados Unidos | 2013 - 2014     |
| 1. FFC Frankfurt    | Alemania       | 2015 - 2018     |
| Houston Dash        | Estados Unidos | 2019 - presente |

## Palmarés

### Títulos internacionales
| Título                     | Equipo | Sede  | Año  |
| -------------------------- | ------ | ----- | ---- |
| Juegos Olímpicos de Verano | Canadá | Tokio | 2020 |

(*) Incluyendo la Selección

## Vida personal
Sus padres fueron nacidos y criados en Filadelfia, Paraguay, dentro de una colonia menonita. Schmidt vivió seis años en esa localidad paraguaya, volviendo a Canadá cuando tenía 8. Ella habla fluidamente alemán e inglés.